# Bolyphantes kolosvaryi
Bolyphantes kolosvaryi es una especie de araña araneomorfa del género Bolyphantes, familia Linyphiidae. Fue descrita científicamente por Caporiacco en 1936.
Se distribuye por Francia, Suiza, Italia y Balcanes. El cuerpo de esta especie mide aproximadamente 2,7-4,1 milímetros de longitud.